# Референдум в Испании (1976)

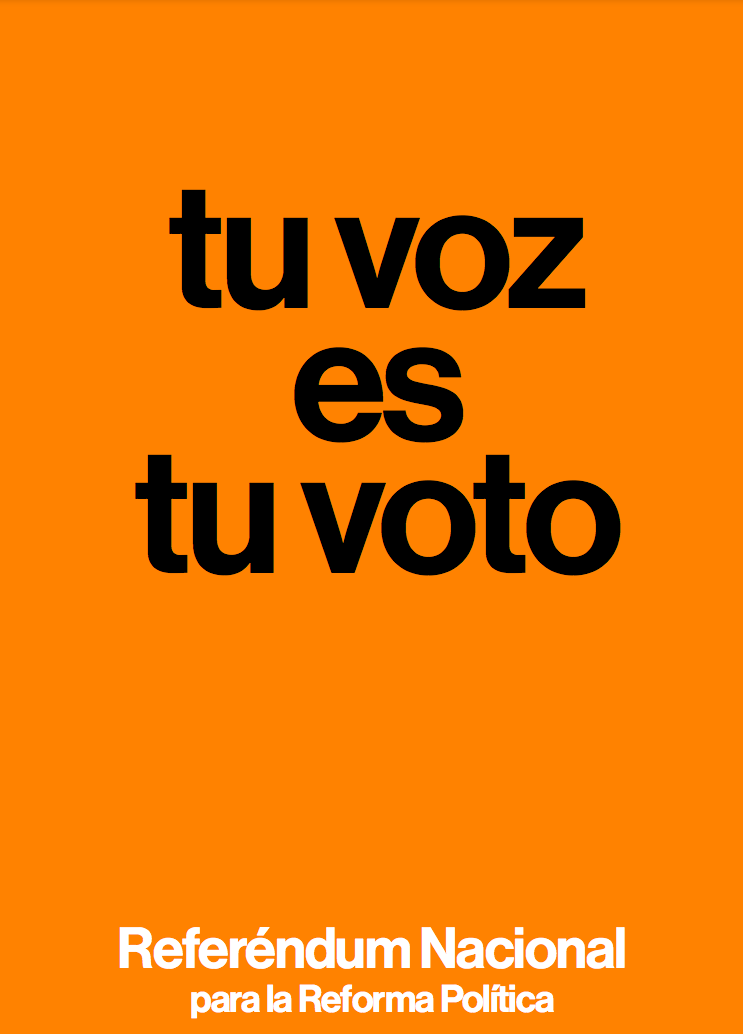
«Ваш голос — это ваш выбор», плакат референдума. Большое количество рекламы стало одним из факторов сильной поддержки закона, особенно на телевидении.

Референдум по проекту Закона о политической реформе состоялся в Испании в среду 15 декабря 1976 года, чтобы опросить население, одобряет ли оно Закон о политической реформе, принятый в Кортесах, или нет. В итоге законопроект был одобрен, получив поддержку 94,17 % избирателей. Всего в референдуме приняли участие 77,7 % избирателей.

## Реклама
Этот референдум стал одним из первых, где широкое использование средств массовой информации стало основным фактором поддержки референдума большинством голосов. Адольфо Суарес, занимавший пост генерального директора RTVE (исп. Radio Televisión Española) с 1969 по 1973 год, осознал огромную убедительную силу телевидения для продажи товаров и идей, поэтому он назначил публициста Рафаэля Ансона генеральным директором RTVE с целью распространения демократических принципов среди граждан.
- В графической рекламе нанятые агентства создавали простые сообщения, зачастую лишь текст на однотонном фоне. Одними из главных лозунгов были: «Ваш голос — это ваш выбор»[1], «Хочешь демократии — голосуй»[2], «Хорошо информируйтесь и голосуйте»…; но, в первую очередь, лозунг «Говори, народ» был очень удачным,[3] в сопровождении одноимённой песни музыкальной группы Vino Tinto.
- На радио в основном использовалась вышеупомянутая мелодия.
- На телевидении развернулась широкая информационная кампания. Реклама была постоянной, главным лозунгом был «Проголосовав „за“ сегодня, вы сможете решить завтра», вместе с «Говори, народ». На протяжении всей кампании активно использовались местные языки. В Каталонии лозунг был En les grans decisions, cal ser-hi presents. Si votes avui, demà podràs decidir. («Вы должны участвовать в важных решениях. Голосуя сегодня, вы сможете решить завтра».),[4] в Галисии Se respondes ao referendo, votas a democracia. Galicia agarda a túa resposta. («Отвечая на референдум, вы голосуете за демократию. Галиция ждёт вашего ответа».), и в Стране Басков и Наварре лозунг был Nolakoa nahi duzun gure etorkizuna izan dadin? Nola lortu arrisku gabe aldakuntza egitea? Referendumari erantzuten baldin badiozu, demokraziaren alde ematen duzu boza. («Каким вы хотите видеть наше будущее? Как изменить положение безопасным путём? Отвечая на референдум, вы выступаете за демократию».)

Текст закона, направленный избирателям в ходе кампании
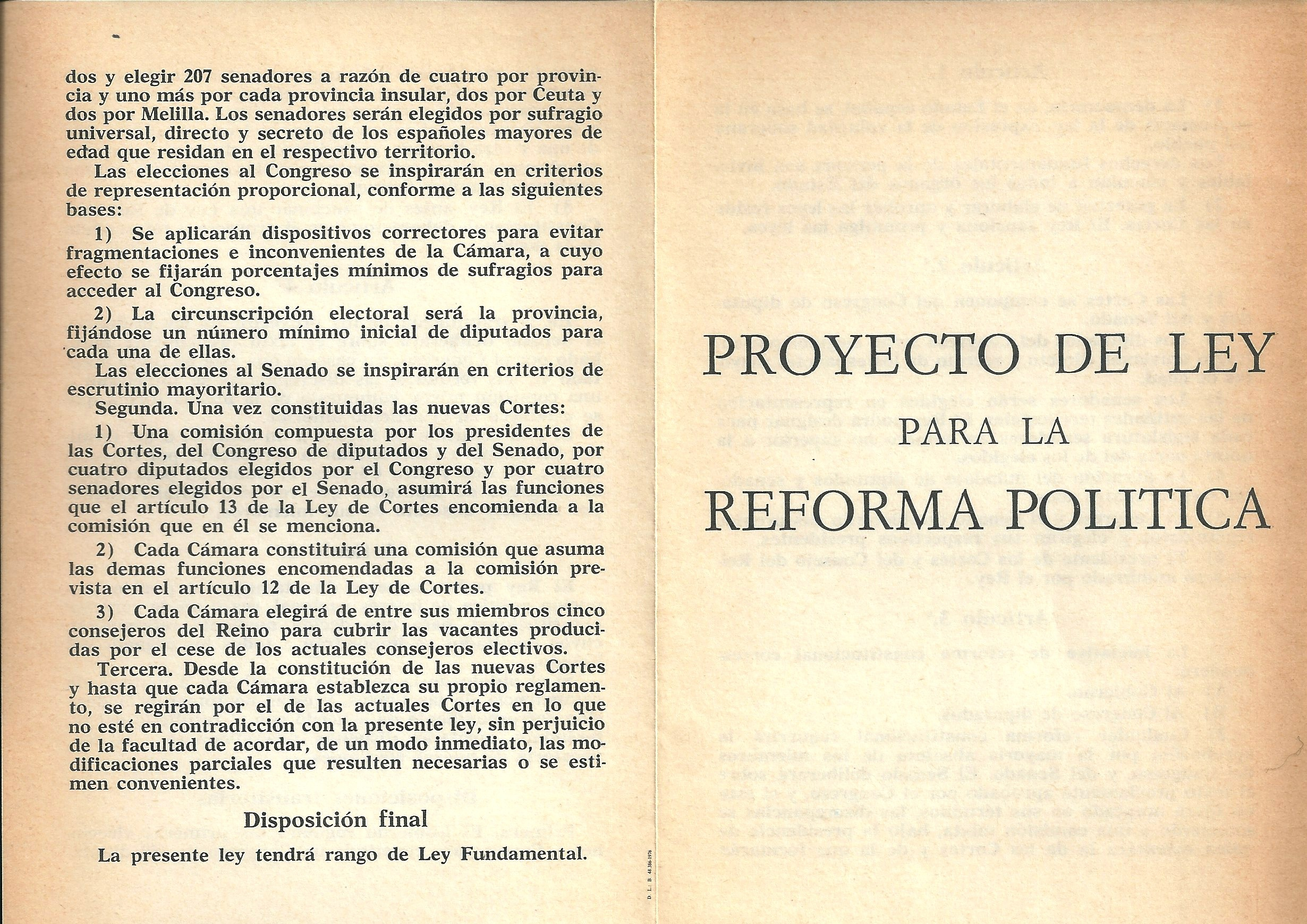
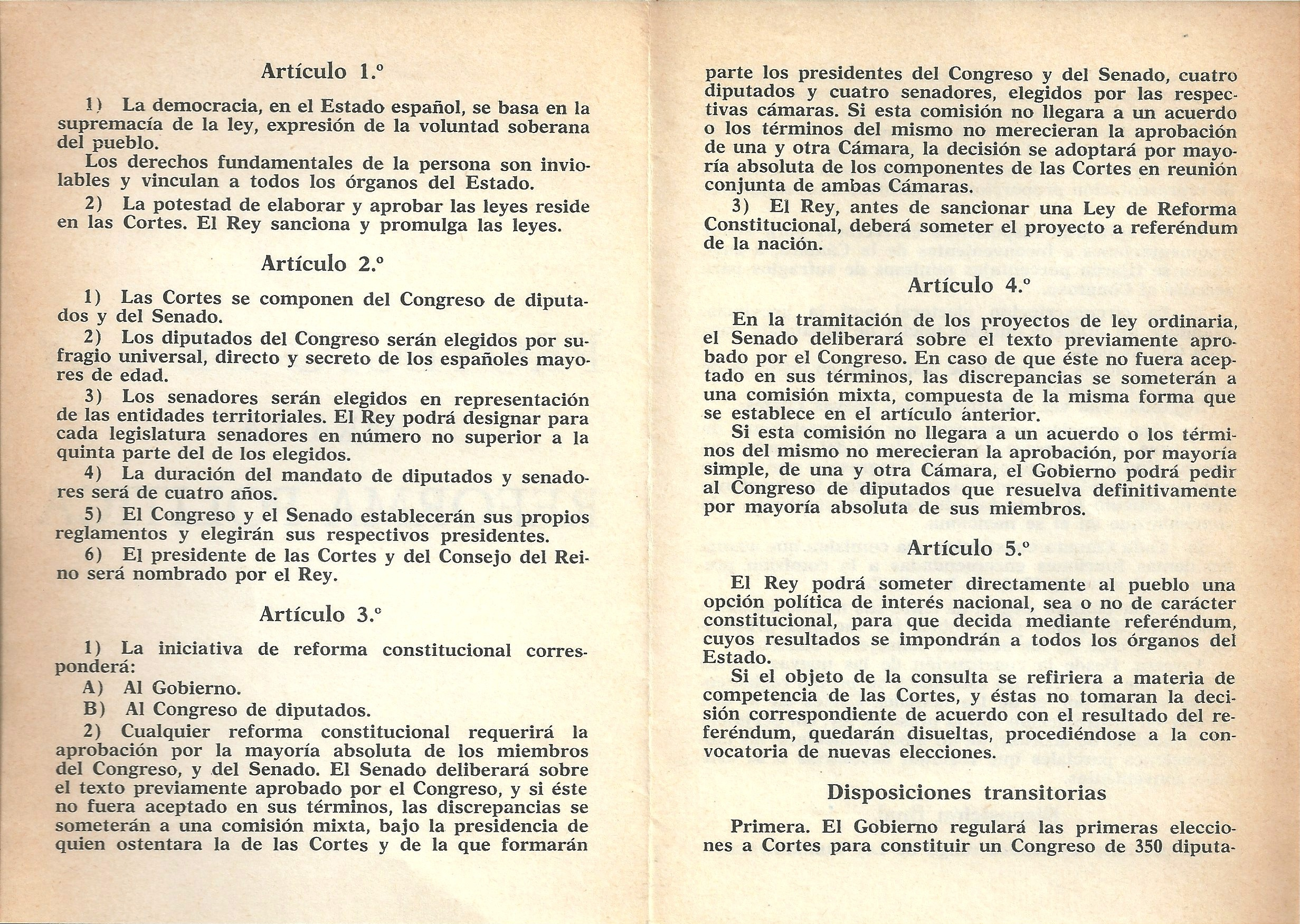

## Политическая поддержка
Организованные политические партии представили свои позиции по референдуму следующим образом:
| Позиция политических организаций по вопросу референдума | |
| Позиция                                                 | Партия / организация |
| За                                                      | Народный альянс, РСА, КЦ, ККП, СДФ, ЛЛК, НЦЛ, ИАП, СРП, СДПК, ИДСП, ПСД, ИСР, КС, ХЛС, ИДС                                                                                                |
| Против                                                  | НКББ, Испанская фаланга, Новая сила, ПНД |
| Пустой голос                                            | КХА |
| Свобода голосовать                                      | ЛА, ДЛК, Левые республиканцы Каталонии, НДФ, ЛД, ЛП, ХДНП, СПК-П, Демократический союз Каталонии                                                                                          |
| Воздержание                                             | ДК, НИФ, ФСП, НФК, РПФ, КД, КРЛ, РОТ, КП, Коммунистическая партия Испании, ИРП, ДНП, Испанская социалистическая рабочая партия, СНП, Объединённая социалистическая партия Каталонии, ИСДС |

## Результаты
Результаты по провинциям были довольно однородными: поддержка голосования «за» варьировалась от 89,8 % в Кантабрии до 96,9 % в Альмерии. Отрицательное голосование превысило 5 % только в Кантабрии и Толедо, а в Лериде, Оренсе, Уэске и Уэльве оно составило менее 1,5 %. Единственной провинцией, где число голосов «против» превысило 0,5 %, стала Севилья с 1,5 %.

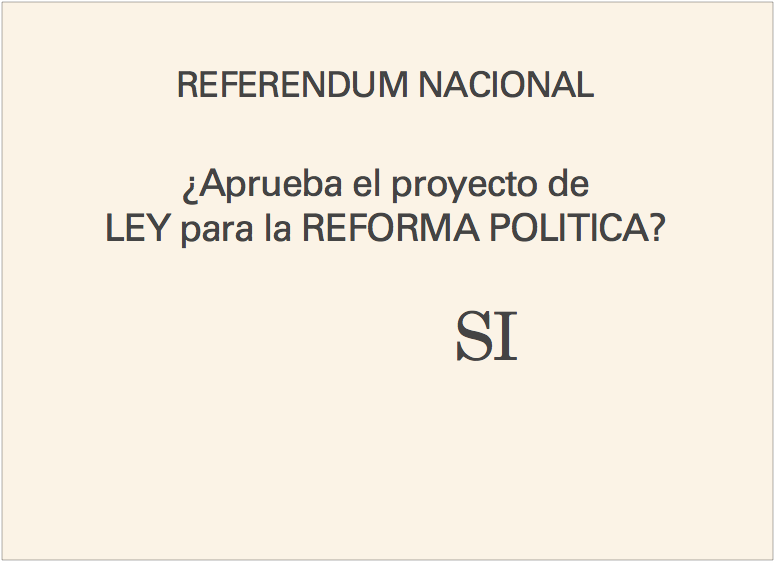
Бюллетень за принятие референдума.